# عبد القادر عباس
عبد القادر عباس (مواليد 14 مارس 1914، جندل) هو متسابق دراجات فرنسي جزائري سابق.

## السيرة
شارك في طواف المغرب، واحتل المركز الثالث بين المتسابقين من شمال إفريقيا. منذ 1934، تميز عبد القادر عباس.
أصبح محترفًا، وكان أول متسابق جزائري يشارك في سباق طواف فرنسا 1936. كما كان ثاني أفريقي يشارك؛ بعد علي النفاتي. حقق عبد القادر عباس 4 انتصارات خلال مسيرته الاحترافية. في 1951، تم اختياره للمشاركة في سباق طواف فرنسا 1951 ضمن فريق شمال إفريقيا.